# Voorjaarsnota
Een voorjaarsnota is in Nederland een vast tussentijds overzicht van het lopende begrotingsjaar.
Het meest bekend is de Voorjaarsnota van de landelijke overheid. Deze wordt jaarlijks voor 1 juni door de minister van Financiën aan de Eerste en Tweede Kamer aangeboden. In de Provinciale Staten en gemeenteraden zijn voorjaarsnota's ook gebruikelijk, maar niet verplicht. Een voorjaarsnota dient in het algemeen als uitgangspunt voor de begroting van het daaropvolgende jaar.